# Madagascar Pro League 2020-2021
La stagione 2020-2021 della Madagascar Pro League è stata la 58ª edizione della massima serie, disputata tra il 10 gennaio e il 10 giugno 2021 e conclusa con la vittoria dell'AS Adema, al suo quarto titolo. Si è trattato del secondo torneo con la denominazione Orange Pro League.

## Formula
Al campionato, che doveva partire negli ultimi mesi del 2020 (dopo l'annullamento della stagione precedente) ma rinviato a gennaio 2021 per la pandemia di COVID-19 parteciparono tredici squadre suddivise in due gruppi di sei e sette: le prime due di ciascun girone si sfidano nel girone finale di quattro squadre per determinare il titolo di campione del Madagascar. Non furono stabilite retrocessioni.

## Prima fase

### Conférence Nord

#### Partecipanti
| Club             | Stagione | Città        | Stadio              | Stagione precedente |
| ---------------- | -------- | ------------ | ------------------- | ------------------- |
| COSFA            | dettagli | Betongolo    |                     |                     |
| ASSM Elgeco Plus | dettagli | Analamanga   | Stade d'Analamanga  |                     |
| Five FC          | dettagli | Antananarivo |                     |                     |
| Fosa Juniors FC  | dettagli | Mahajanga    | Stade Rabemananjara |                     |
| Jet Kintana      | dettagli | Antananarivo |                     |                     |
| Tia Kitra        | dettagli | Toamasina    |                     |                     |

#### Classifica finale
|  | Pos. | Squadra          | Pt | G | V | N | P | GF | GS |
|  | ---- | ---------------- | -- | - | - | - | - | -- | -- |
|  | 1.   | Five FC          | 18 | 9 | 5 | 3 | 1 | 17 | 7  |
|  | 2.   | COSFA            | 16 | 9 | 4 | 4 | 1 | 14 | 8  |
|  | 3.   | AS Jet Kintana   | 10 | 9 | 2 | 4 | 3 | 9  | 9  |
|  | 4.   | ASSM Elgeco Plus | 9  | 8 | 2 | 2 | 3 | 5  | 7  |
|  | 5.   | Fosa Juniors FC  | 8  | 7 | 2 | 2 | 3 | 5  | 7  |
|  | 6.   | Tia Kitra        | 5  | 8 | 1 | 2 | 5 | 6  | 18 |

Legenda:
      Qualificata al girone finale.
Regolamento:
Tre punti a vittoria, uno a pareggio, zero a sconfitta.
Note:
Cinque gare del girone non furono disputate a causa delle restrizioni sugli spostamenti per la pandemia di COVID-19.

#### Tabellone risultati
|              | COS  | ELG  | FIV  | FOS  | JET  | TIA  |
| ------------ | ---- | ---- | ---- | ---- | ---- | ---- |
| Cosfa        | –––– | 0-1  | 1-1  | 3-1  | 2-2  | 4-1  |
| Elgeco Plus  | -    | –––– | 0-1  | 1-1  | 0-2  | 0-1  |
| Five         | 1-1  | 1-2  | –––– | -    | 2-1  | 8-1  |
| Fosa Juniors | 0-1  | -    | 0-1  | –––– | 1-0  | -    |
| Jet Kintana  | 1-2  | 1-1  | 0-0  | 1-1  | –––– | 1-0  |
| Tia Kitra    | 0-0  | 2-2  | 1-2  | 0-1  | -    | –––– |

### Conférence Sud

#### Partecipanti
| Club            | Stagione | Città        | Stadio             | Stagione precedente |
| --------------- | -------- | ------------ | ------------------ | ------------------- |
| AS Adema        | dettagli | Antananarivo | Kianja Barea       |                     |
| Ajesaia         | dettagli | Antananarivo | Mahamasina Stadium |                     |
| CS-Disciples FC | dettagli | Tojo         |                    |                     |
| FCA Ilakaka     | dettagli | Ilakaka      |                    |                     |
| 3FB Toliara     | dettagli | Toliara      |                    |                     |
| USCA Foot       | dettagli | Antananarivo | Mahamasina Stadium |                     |
| Zanakala FC     | dettagli | Fianarantsoa |                    |                     |

#### Classifica finale
|  | Pos. | Squadra         | Pt | G  | V | N | P  | GF | GS |
|  | ---- | --------------- | -- | -- | - | - | -- | -- | -- |
|  | 1.   | AS Adema        | 25 | 10 | 8 | 1 | 1  | 19 | 6  |
|  | 2.   | Ajesaia         | 24 | 11 | 7 | 3 | 1  | 23 | 8  |
|  | 3.   | USCA Foot       | 16 | 11 | 5 | 1 | 5  | 21 | 16 |
|  | 4.   | Zanakala FC     | 16 | 12 | 5 | 1 | 6  | 23 | 20 |
|  | 5.   | FCA Ilakaka     | 15 | 10 | 5 | 0 | 5  | 19 | 20 |
|  | 6.   | CS-Disciples FC | 14 | 11 | 4 | 2 | 5  | 22 | 23 |
|  | 7.   | 3FB Toliara     | 0  | 11 | 0 | 0 | 11 | 7  | 41 |

Legenda:
      Qualificata al girone finale.
Regolamento:
Tre punti a vittoria, uno a pareggio, zero a sconfitta.
Note:
Quattro gare del girone non furono disputate a causa delle restrizioni sugli spostamenti per la pandemia di COVID-19.

#### Tabellone risultati
|           | ADE  | AJE  | DIS  | ILA  | TOL  | USC  | ZAN  |
| --------- | ---- | ---- | ---- | ---- | ---- | ---- | ---- |
| Adema     | –––– | 2-0  | 2-1  | 1-2  | 2-0  | -    | 3-0  |
| Ajesaia   | 0-0  | –––– | 2-1  | -    | 4-0  | 1-1  | 1-0  |
| Disciples | 0-2  | 2-2  | –––– | 3-1  | 3-1  | 5-2  | 5-2  |
| Ilakaka   | -    | 1-2  | 3-1  | –––– | 3-2  | 2-1  | 1-3  |
| Toliara   | 0-4  | 0-8  | -    | 2-3  | –––– | 0-2  | 1-2  |
| Usca Foot | 0-1  | 1-2  | 5-0  | 3-2  | 3-0  | –––– | 1-0  |
| Zanakala  | 1-2  | 0-1  | 1-1  | 2-1  | 7-1  | 3-2  | –––– |

## Girone finale

### Classifica
|  | Pos. | Squadra  | Pt | G | V | N | P | GF | GS |
|  | ---- | -------- | -- | - | - | - | - | -- | -- |
|  | 1.   | AS Adema | 12 | 6 | 4 | 0 | 2 | 9  | 4  |
|  | 2.   | Cosfa    | 11 | 6 | 3 | 2 | 1 | 10 | 8  |
|  | 3.   | Ajesaia  | 8  | 6 | 2 | 2 | 2 | 6  | 7  |
|  | 4.   | Five FC  | 3  | 6 | 1 | 0 | 5 | 6  | 12 |

Legenda:
      Campione del Madagascar.
Regolamento:
Tre punti a vittoria, uno a pareggio, zero a sconfitta.

### Tabellone risultati
|         | ADE  | AJE  | COS  | FIV  |
| ------- | ---- | ---- | ---- | ---- |
| Adema   | –––– | 2-1  | 1-2  | 2-0  |
| Ajesaia | 0-2  | –––– | 1-1  | 2-1  |
| Cosfa   | 1-0  | 1-1  | –––– | 1-4  |
| Five    | 0-2  | 0-1  | 1-4  | –––– |